# Bowen Island (Jervis Bay)
Bowen Island ist eine Sandsteininsel, die ungefähr 190 Meter von der Behwere Peninsula entfernt im Südpazifik vor der Küste Australiens liegt. Sie wurde nach Richard Bowen (1761–1797) benannt, einem Kapitän der Royal Navy.

## Geographie
Die Insel gehört zum kleinen australischen Jervis Bay Territory und dem Booderee National Park. Keine 200 Meter von der Küste des Festlands entfernt, liegt sie im südlichen Bereichs des Eingangs zur Jarvis Bay.
Die Insel hat die Form einer Träne. Sie ist von Nord nach Süd etwa 1,1 Kilometer lang und von Ost nach West 600 Meter breit.

## Vögel
Um die Seevögel nicht bei ihrer Brut zu stören, ist das Gebiet nicht öffentlich zugänglich. Auf der Insel leben Vögel wie der Ruß-Austernfischer und Sturmtaucher.
Auf Bowen Island gibt es eine kleine Pinguinkolonie mit etwa 5000 Paaren. Die Population hat in den letzten Jahrzehnten stark zugenommen. Einige der Tiere wurden mit einem Chip gekennzeichnet.